# Ivari Padar
Ivari Padar (ur. 12 marca 1965 w Navi, Prowincja Võru) – estoński polityk, przewodniczący Partii Socjaldemokratycznej od 2002 do 2009, minister rolnictwa w latach 1999–2002 i od 2014–2015, minister finansów od 2007 do 2009, poseł do Parlamentu Europejskiego VII i VIII kadencji.

## Życiorys
W 1984 ukończył Szkołę Zawodową Przemysłu w Võru. W 1995 został absolwentem historii na Uniwersytecie w Tartu. Początkowo pracował jako pracownik fizyczny. W latach 80. był kierowcą w fabryce nabiału w Võru. W okresie 1988–1990 był stolarzem, a w latach 1990–1991 nauczycielem.
Od 1993 do 1994 zajmował stanowisko wiceburmistrza Võru. Od 1994 do 1995 był przewodniczącym Związku Rolników Võru. W latach 1995–1997 pełnił funkcję asystenta w kancelarii Ministerstwa Finansów. W latach 1999–2002 zajmował stanowisko ministra rolnictwa w gabinecie premiera Marta Laara. W 2002 został przewodniczącym Partii Socjaldemokratycznej. W latach 2003–2007 zasiadał w parlamencie. Od 2002 do 2005 był przewodniczącym rady miejskiej Võru. Po zawiązaniu przez Partię Socjaldemokratyczną koalicji rządowej z Estońską Partią Reform, 4 kwietnia 2007 objął stanowisko ministra finansów w gabinecie premiera Andrusa Ansipa.
W marcu 2009 na stanowisku przewodniczącego partii zastąpił go Jüri Pihl. 21 maja tego samego roku Ivari Padar, wraz z dwoma innymi ministrami Partii Socjaldemokratycznej, został zdymisjonowany przez premiera po tym, jak jego ugrupowanie wycofało się z koalicji rządowej z powodu sporu na temat polityki finansowej państwa.
W wyborach europejskich w 2009 uzyskał mandat deputowanego do Parlamentu Europejskiego. W PE przystąpił do frakcji socjalistycznej, został też członkiem Komisji Gospodarczej i Monetarnej. 7 kwietnia 2014 powrócił w skład estońskiego rządu jako minister rolnictwa.
W 2015 ponownie wybrany do krajowego parlamentu, 9 kwietnia tegoż roku zakończył pełnienie funkcji ministra. W listopadzie 2017 powrócił do Europarlamentu, w którym zastąpił Marju Lauristin. W wyborach w 2019 kolejny raz uzyskał natomiast mandat posła do Riigikogu, odchodząc w konsekwencji z PE.

## Odznaczenia
- Order Herbu Państwowego III klasy (2011)[6]